# همه‌گیرشناسی دارویی
فارماکواپیدمیولوژی یا همه‌گیرشناسی دارویی (به انگلیسی: pharmacoepidemiology) عبارتست از به کارگیری روش‌های اپیدمیولوژی به منظور مطالعه کاربرد بالینی داروها در یک جامعه. در تعریف جدیدتر، فارماکواپیدمیولوژی به مطالعهٔ کاربرد داروها، تأثیرات و عوارض جانبی آن‌ها بر روی تودهٔ وسیعی از مردم به منظور استفاده منطقی و مقرون به صرفهٔ داروها و در نتیجه بهبود سلامت عمومی، گفته می‌شود.